# Dorota Terakowska
Dorota Terakowska, właśc. Barbara Rozalia Terakowska (ur. 30 sierpnia 1938 w Krakowie, zm. 4 stycznia 2004 tamże) – polska pisarka i dziennikarka.

## Życiorys

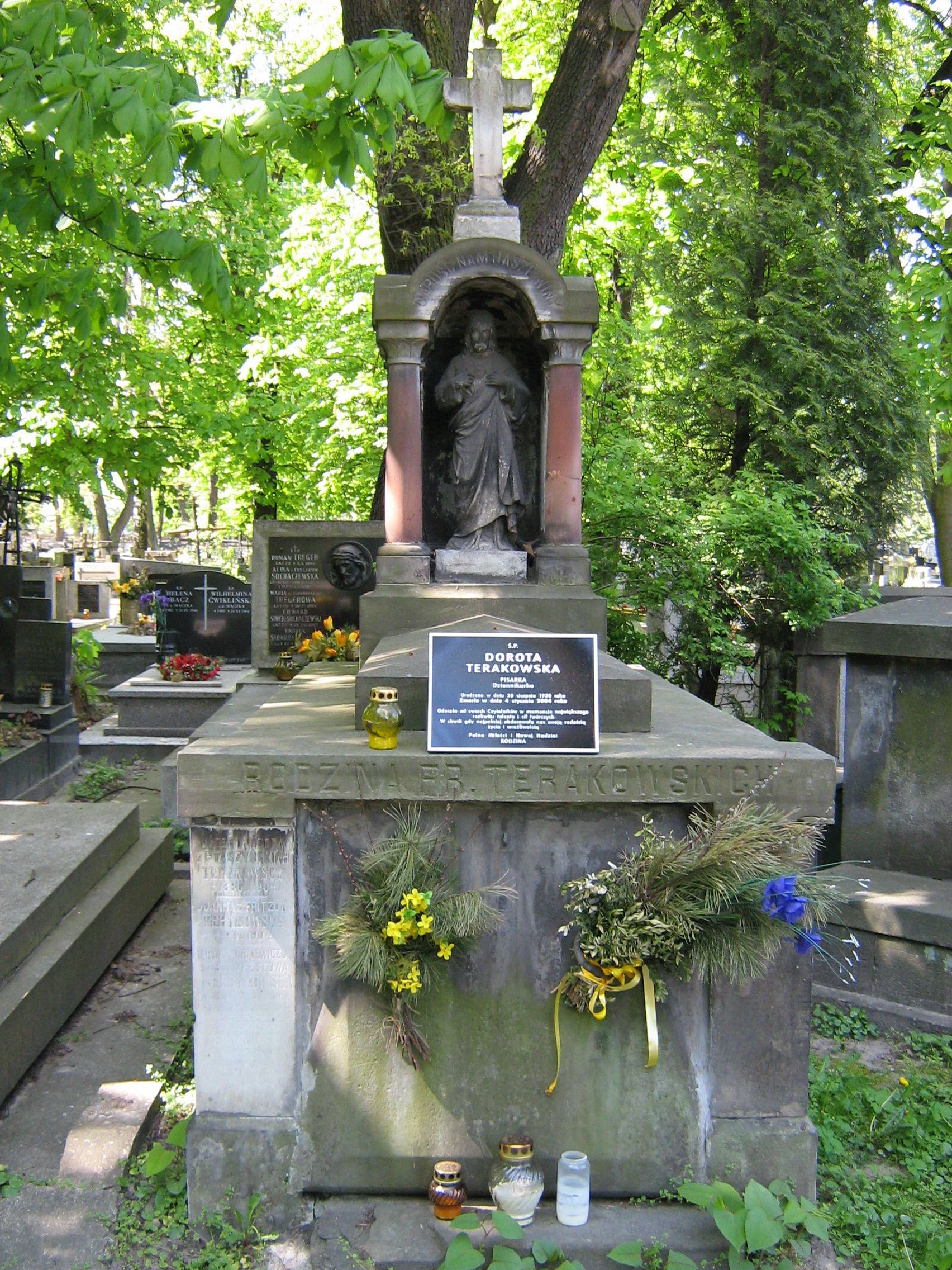
Grób Terakowskiej na cmentarzu Rakowickim w Krakowie

### Dzieciństwo i młodość
Urodziła się jako córka Mariana, handlowca, później urzędnika, oraz Anny z domu Chodackiej. Miała rok starszą siostrę Annę. Po ukończeniu szkoły podstawowej uczęszczała do Liceum Muzycznego w Krakowie, w którym ukończyła 3 klasy. Naukę kontynuowała w Liceum im. Joteyki w Krakowie, skąd została usunięta dyscyplinarnie. Maturę zdała w 1955 roku w Liceum dla Pracujących. W 1965 ukończyła socjologię na Uniwersytecie Jagiellońskim w Krakowie. W 1957 roku była współzałożycielką „Piwnicy pod Baranami”, w której występowała przez rok.

### Działalność dziennikarska i literacka
Przez wiele lat pracowała jako redaktor i publicysta w „Gazecie Krakowskiej”, „Przekroju” i „Zeszytach Prasoznawczych”. W 1990 była współzałożycielką, a następnie współpracowniczką dziennika „Czas Krakowski”. W latach 1995–1999 była wiceprezesem Spółdzielni Dziennikarzy „Przekrój”. W dorosłym życiu mieszkała w mieszkaniu na Kapelance.
Autorka m.in.: Próby generalnej (1986, zbiór reportaży wydany w podziemnym wydawnictwie „Nowa”), Babci Brygidy szalona podróż po Krakowie (1986, debiut literacki), Władca Lewawu, Lustro pana Grymsa (1995), Córka czarownic (1992), Samotność bogów (1998), Tam gdzie spadają anioły (1998) (trzy ostatnie wyróżnione nagrodami polskiej sekcji Międzynarodowej Izby ds. Książek dla Młodych), Poczwarka (2001). W kwietniu 2003, za powieść Ono, otrzymała nagrodę: „Krakowska Książka Miesiąca”.

### Działalność społeczno-polityczna
Od roku 1970 była członkinią Polskiej Zjednoczonej Partii Robotniczej, z której została usunięta po stanie wojennym. Od 1982 należała do Związku Autorów i Kompozytorów Scenicznych. W 1989 wstąpiła do Stowarzyszenia Pisarzy Polskich.

## Życie prywatne
Była żoną Andrzeja Nowaka i Macieja Szumowskiego oraz matką dziennikarki Katarzyny Nowak i reżyserki Małgorzaty Szumowskiej. Należała do polskich przedstawicieli agnostycyzmu.

## Twórczość
- Lustro Pana Grymsa (1985; napisana w 1984)
- Guma do żucia (1986; w drugim obiegu)
- Próba generalna (1986; reportaże)
- Babci Brygidy szalona podróż po Krakowie (1987; napisana w 1979)
- Władca Lewawu (1989; napisana w 1982; Lewaw to Wawel wspak; możliwa lektura dla klas 4–6 szkoły podstawowej)
- Córka czarownic (1991; napisana w okresie 1985–1988; w 1994 wpisana na Listę Honorową IBBY)
- W krainie Kota (1998)
- Cyrk Burmistrza (sztuka)
- Samotność Bogów (1998)[7]
- Tam gdzie spadają anioły (1999)[8]
- Poczwarka (2001)[9]
- Ono (2003)[10]
- Dobry adres to człowiek (2004)[11]
- Babci Brygidy szalona podróż po Krakowie. Dzień i noc czarownicy. (2004)[12]
- Muzeum Rzeczy Nieistniejących (2006; zbiór felietonów publikowanych na łamach „Przekroju” w latach 1998–2000)
- Piąty talerz[13]